# قرشاي (الشحر)
'

تعديل مصدري - تعديل

قرشاي هي إحدى قرى عزلة الشحر بمديرية الشحر التابعة لمحافظة حضرموت، بلغ تعداد سكانها 156 نسمة حسب تعداد اليمن لعام 2004.